# Verso hendecassílabo
Verso hendecassílabo (do grego: ἕνδεκα "onze" e συλλαβαί "sílabas") é uma forma de verso de arte maior, de onze sílabas métricas. Foi um ritmo especial, em voga no século XV, mas que ainda se encontra em Gil Vicente, que caiu em desuso com o triunfo do verso decassílabo de gosto italiano (chamado "endecasillabo" em italiano e "endecasílabo" na tradição espanhola que o recuperou!), usado por Luís de Camões e por Dante Alighieri. Apesar disso, esta forma verso aparece esporadicamente na literatura portuguesa até à actualidade.

## No Brasil
No Brasil, especialmente no Nordeste, o verso hendecassílabo é utilizado em cordéis e repentes, na forma de Galope à beira-mar.

## Ver
- Verso decassílabo
- Galope à beira-mar